# بخش کورمیلوفسکی
بخش کورمیلوفسکی (به لاتین: Kormilovsky District) یک منطقهٔ مسکونی در روسیه است که در استان اومسک واقع شده‌است.